# Atentado à mesquita de Quebec
O atentado à mesquita de Quebec foi um ataque terrorista ocorrido em 29 de janeiro de 2017, contra o Centro Cultural Islâmico de Quebec, uma mesquita localizada em Sainte-Foy, na cidade de Quebec, no Canadá. Seis pessoas foram mortas e outras dezenove ficaram feridas. O ataque foi perpetrado às 20:00h por um atirador solitário. Havia pelo menos 53 pessoas presentes na mesquita na hora do atentado.
O suspeito de ser responsável pelo ataque foi identificado como Alexandre Bissonnette. Logo após o ataque, Bissonnette ligou para as autoridades e se entregou. Estudante da Universidade de Laval, ele é nativo da cidade e, segundo relatos de amigos e parentes, era vítima de bullying na universidade, mas não tinha sinais de problemas mentais. Pessoas próximas a ele, dizem que  constantemente expressava ideias de extrema-direita, islamofóbicas e de nacionalismo branco. Ele também dizia apoiar políticos, como Marine Le Pen e Donald Trump, e frequentemente deixava mensagens contra refugiados e feministas no Facebook.
O primeiro-ministro canadense, Justin Trudeau, e o premier Philippe Couillard classificaram o ataque como atentado terrorista, mas o atirador não foi acusado disso judicialmente, recebendo apenas seis indiciações por homicídio.